# 1-й Одесский международный кинофестиваль

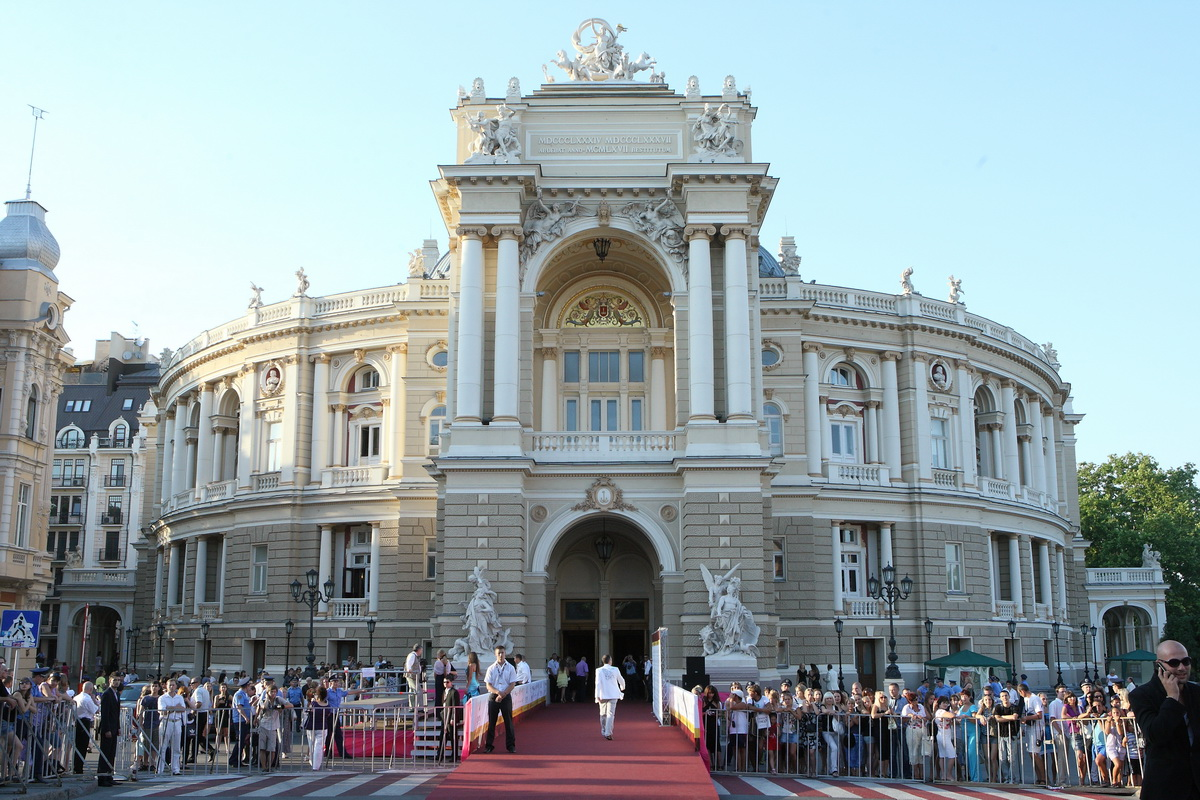
Одесский оперный театр — место церемонии открытия и закрытия фестиваля

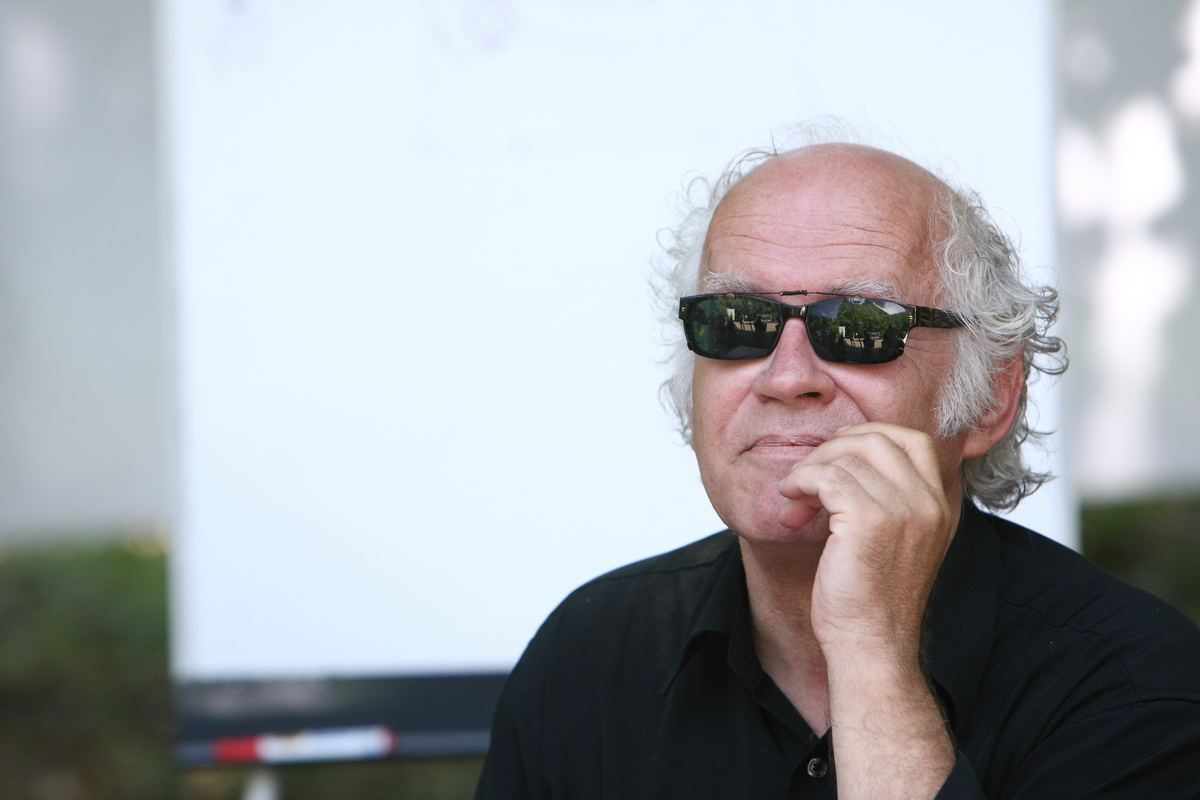
Йос Стеллинг — глава жюри 1-го Одесского кинофестиваля

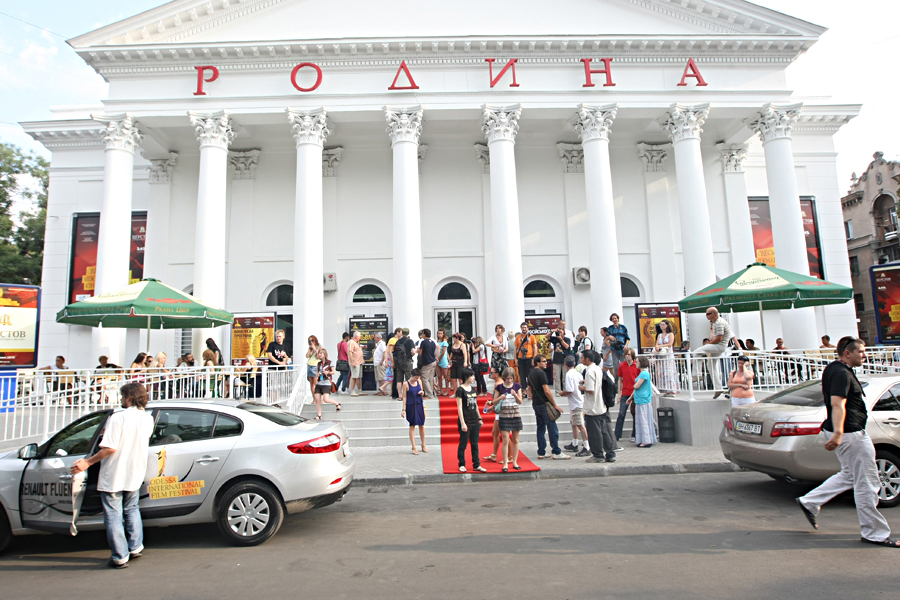
Фестивальный центр

Первый Одесский международный кинофестиваль (укр. Одеський міжнародний кінофестиваль) состоялся с 16 по 24 июля 2010 года в Одессе (Украина) и сразу же стал одним из резонансных украинских кинособытий года: обширная программа включала более 70 фильмов, которые посмотрело порядка 40 тысяч зрителей.
В конкурсной программе были представлены 16 фильмов производства США, Франции, Голландии, Испании, Италии, Украины, Польши, Японии, Германии, Перу, России, Индии, Великобритании, Канады.
Международное жюри возглавил голландский режиссёр Йос Стеллинг, который в день открытия кинофестиваля как раз отметил свой 65-летний юбилей.
За время фестиваля на фестивальных площадках было показано свыше 70 фильмов, а гостями молодого кинофорума стали голливудский актёр Рутгер Хауэр, режиссёры Вадим Перельман, Кшиштоф Занусси, Кира Муратова, Юрий Мамин, Алексей Учитель, актёры Грегуар Колен, Владимир Машков, Эммануил Виторган, Алика Смехова, Лариса Удовиченко, Юрий Стоянов, Сергей Мигицко, Ольга Кабо и другие.
Фильмом открытия стала французская картина «Сердцеед» Паскаля Шомея, а на закрытии демонстрировался российский фильм Дмитрия Месхиева «Человек у окна». Церемонии открытия и закрытия фестиваля проходили в знаменитом Одесском оперном театре.
Основной площадкой фестиваля, его Фестивальным центром, в котором демонстрировалась конкурсная программа и проходили все основные показы, стал кинотеатр «Родина». Кроме этого фестивальные просмотры проходили ещё в четырёх кинотеатрах Одессы: «Синема Сити», «Золотой Дюк», «Маски» и «U-cinema».
Главный приз фестиваля — статуэтку «Золотой Дюк» — получил российский фильм режиссёра Андрея Кавуна «Детям до 16…».
В рамках фестиваля также были проведены круглые столы и особый проект «Летняя киношкола», в ходе которой с мастер-классами для участников киношколы на Одесской киностудии выступили специальные гости фестиваля: Рутгер Хауэр, кинорежиссёры Кшиштоф Занусси, Вадим Перельман, Кира Муратова, Йос Стеллинг, Юрий Мамин, писатель Любко Дереш, киновед Наум Клейман, продюсер Сергей Члиянц и другие.

## Жюри
Международное жюри 1-го Одесского кинофестиваля:
- Йос Стеллинг — глава жюри, режиссёр и сценарист, Нидерланды,
- Светлана Сикора — арт-директор фестиваля GoEast, Германия,
- Грегуар Колен[фр.] — актёр, Франция,
- Сергей Члиянц — кинопродюсер, Россия,
- Сергей Трымбач — глава Национального союза кинематографистов Украины.

## Конкурсная программа
Конкурсная программа 1-го Одесского кинофестиваля:
- Нога Бога (итал. Pide di Dio) — режиссёр Луиджи Сардьелло,  Италия;
- Толстяки (исп. Gordos) — режиссёр Даниэль Санчес Аревало,  Испания;
- Последний Мамонт Франции (фр. Mammuth) — режиссёр Гюстав де Керверн, Бенуа Делепин,  Франция;
- Моё самоубийство (англ. My Suicide) — режиссёр Дэвид Ли Миллер,  США;
- Парикмахерша (нем. Die Friseuse) — режиссёр Дорис Дёрри,  Германия;
- Октябрь (исп. Octubre) — режиссёр Дэниэл Вега Видал, Диего Вега Видал,  Перу,  Испания;
- Шина (англ. Rubber) — режиссёр Квентин Дюпье,  США,  Франция;
- Святой Джон из Лас-Вегаса (англ. Saint John of Las Vegas) — режиссёр Хью Роудс,  США;
- Эпоха соблазна (англ. Year of the Carnivore) — режиссёр Сук-Йин Ли,  Канада;
- Пистолет Страдивари — режиссёр Алексей Луканев,  Украина,  Россия;
- Дорога, фильм (англ. Road, Movie) — режиссёр Дев Бенегал,  США,  Индия;
- Символ (яп. Shinboru) — режиссёр Хитоси Мацумото,  Япония;
- Детям до 16… — режиссёр Андрей Кавун,  Россия;
- Колыбельная (пол. Kolysanka) — режиссёр Юлиуш Махульский,  Польша;
- Кондитер (нидерл. Taartman) — режиссёр Аннемари ван де Монд,  Нидерланды;
- Скелеты (англ. Skeletons) — режиссёр Ник Уитфилд,  США

## Внеконкурсная программа
Внеконкурсную часть фестиваля составили традиционная для многих кинофорумов программа «Фестиваль фестивалей» из свежих хитов мировых кинофестивалей, специальная французская программа «Французский бульвар» и программа «Новое российское кино», а также ряд спецпоказов, ретроспективы Киры Муратовой, Федерико Феллини, лучших фильмов Одесской киностудии.
В рамках раздела «Специальные показы» на фестивале прошли украинские премьеры фильмов Романа Полански «Призрак», Люка Бессона «Необычайные приключения Адель», Джузеппе Торнаторе «Баария» (первый показ в СНГ), а также презентация украинского киноальманаха короткометражек «Мудаки. Арабески».

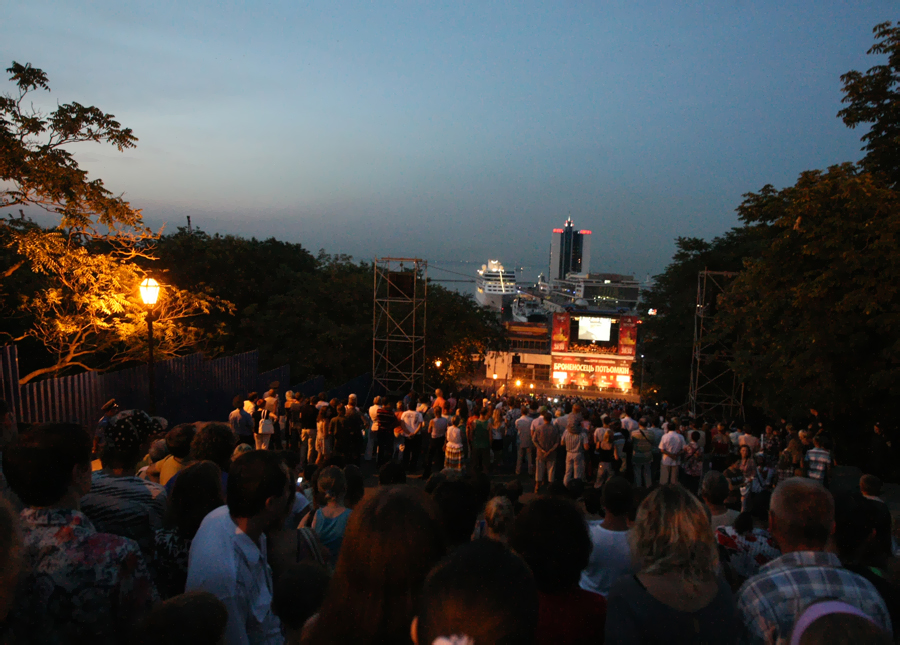
Киноконцерт «Броненосец Потёмкин» на Потёмкинской лестнице

## Специальные события
Одним из главных событий фестиваля 17 июля стал специальный показ отреставрированной копии картины Сергея Эйзенштейна «Броненосец „Потёмкин“» под открытым небом на знаменитой одесской Потёмкинской лестнице.
На сцене, которая была смонтирована под открытым небом на ступенях Потёмкинской лестницы, у экрана был размещён симфонический оркестр, под чьё музыкальное сопровождение и демонстрировался фильм. Партитура была восстановлена с оригинала (авторства Эдмунда Майзеля 1926 года), который готовили для премьеры фильма в Германии. Для создания дополнительной атмосферы, в морском порту, на фоне которого находилась сцена, с наступлением темноты был совершён удар по рынде, послуживший сигналом к началу показа.

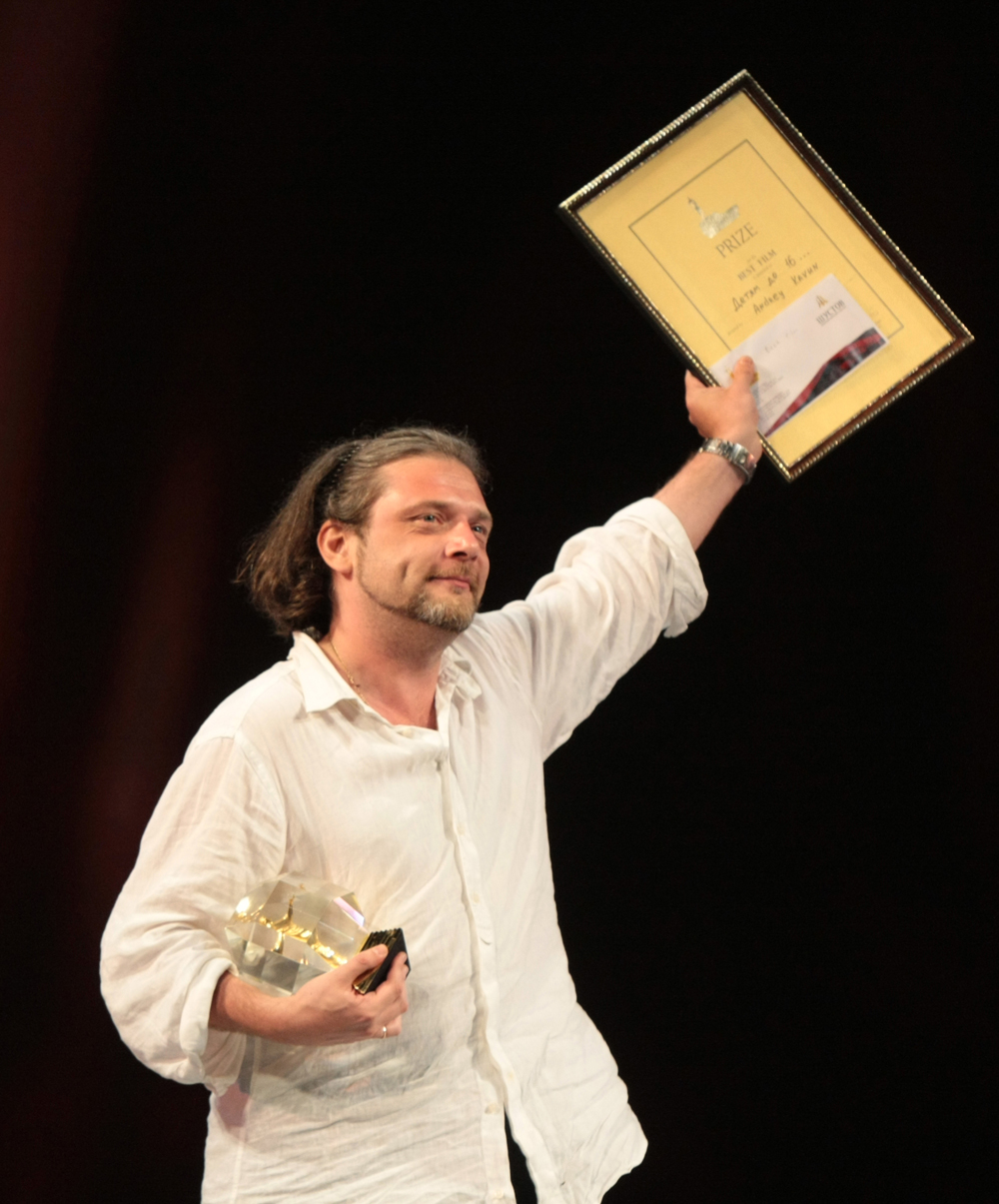
Гран-при у режиссёра фильма «Детям до 16…» Андрея Кавуна

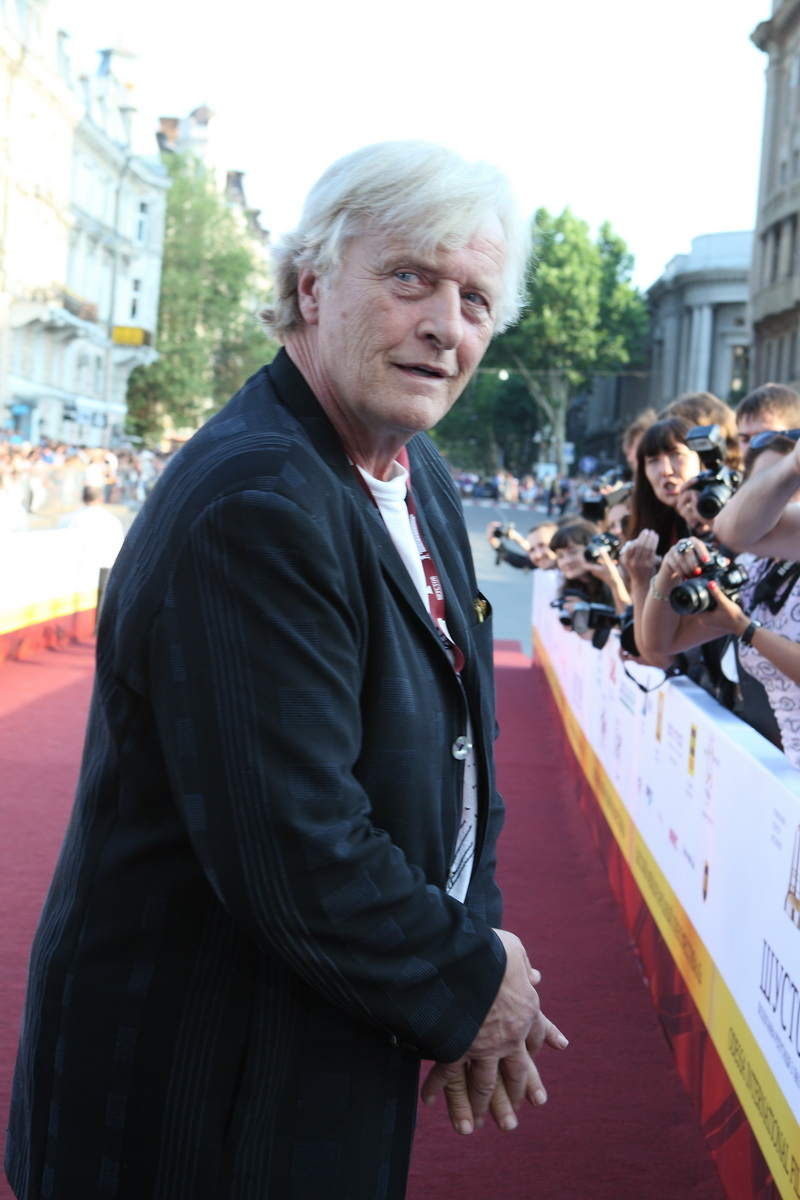
Рутгер Хауэр на красной дорожке Одесского кинофестиваля-2010

## Победители фестиваля
Церемония награждения победителей 1-го Одесского международного кинофестиваля состоялась 24 июля 2010 в Одесском театре оперы и балета.
- Главный приз фестиваля за лучший фильм — «Детям до 16…» (реж. Андрей Кавун,  Россия)
- Лучший режиссёр — Юлиуш Махульский, автор фильма «Колыбельная» ( Польша).
- Лучшая актёрская работа — Яп Спейкерс[нидерл.], исполнитель главной роли в фильме «Кондитер» (реж. Аннемари ван де Монд,  Нидерланды).
- Специальная награда жюри — фильм «Моё самоубийство[англ.]» (реж. Дэвид Ли Миллер,  США).
- Специальная награда жюри — фильм «Октябрь» (реж. Дэниэл и Диего Вега,  Перу,  Испания)
- Приз зрительских симпатий — фильм «Детям до 16…» (реж. Андрей Кавун  Россия).

## Галерея

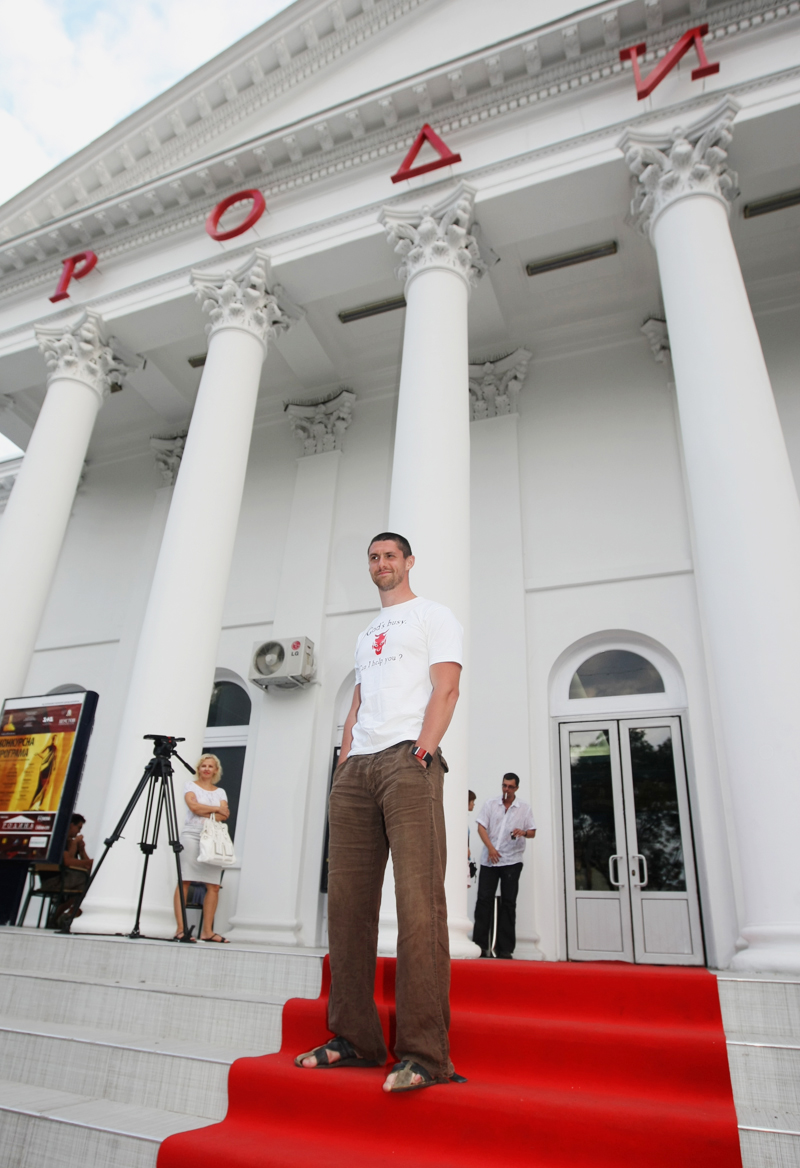
Фестивальный центр — кинотеатр «Родина»
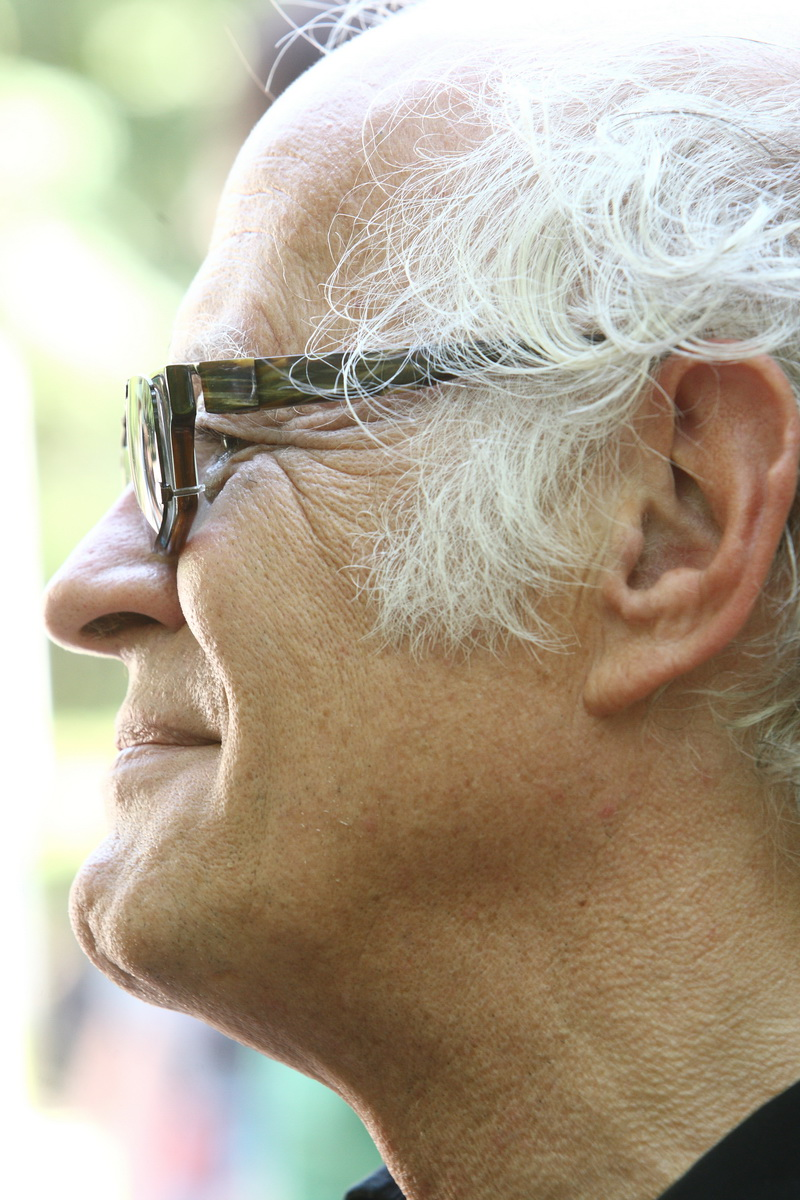
Йос Стеллинг — глава жюри 1-го Одесского кинофестиваля
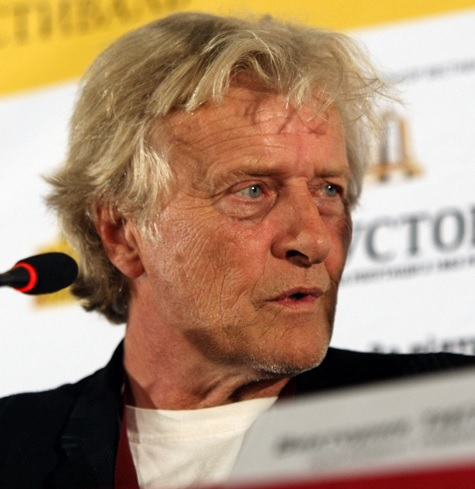
Рутгер Хауэр — специальный гость кинофестиваля
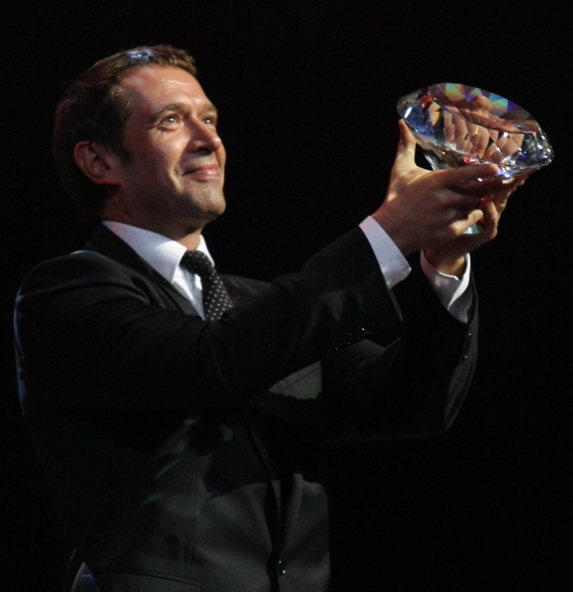
Владимир Машков получает награду «За вклад в культурную жизнь Одессы»
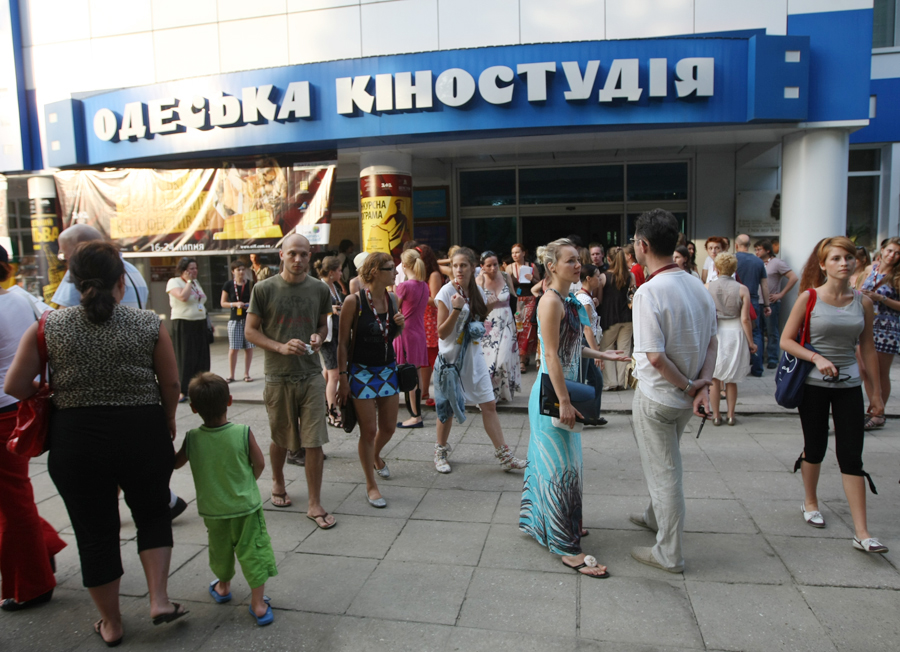
Одесская киностудия — местом дислокации «Летней киношколы»
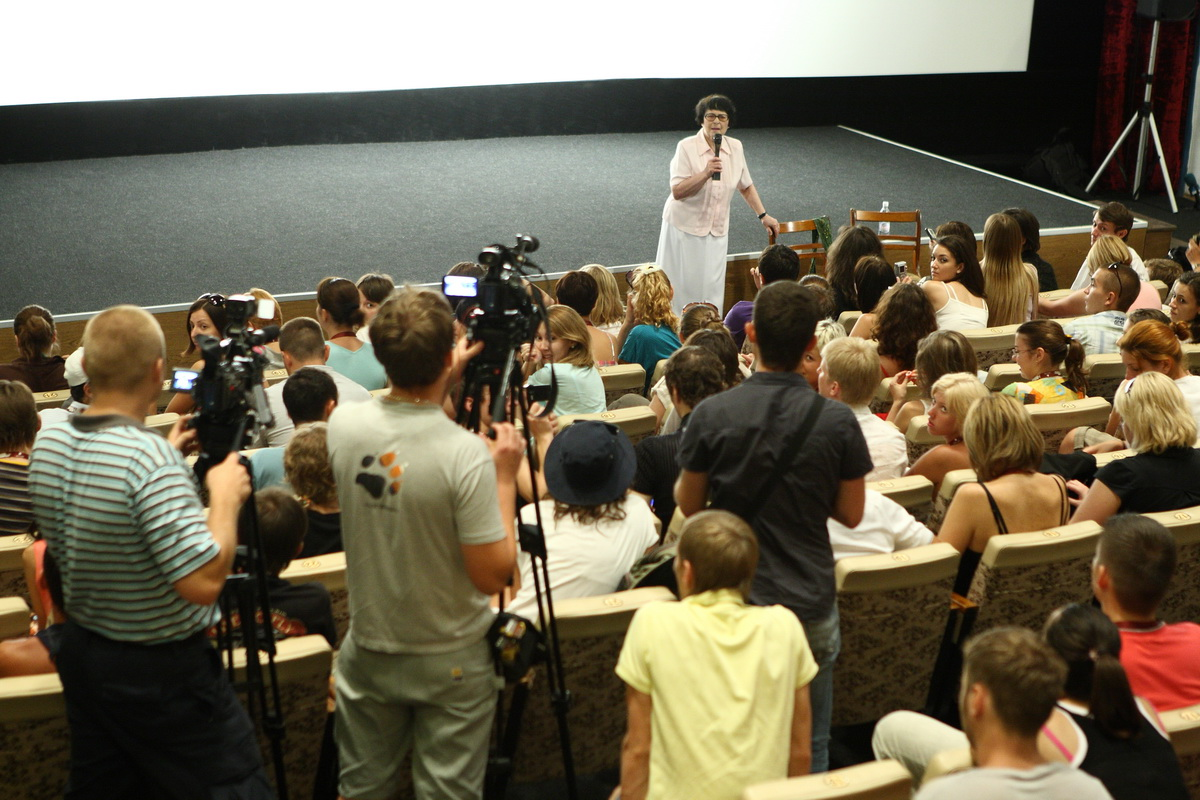
Мастер-класс Киры Муратовой
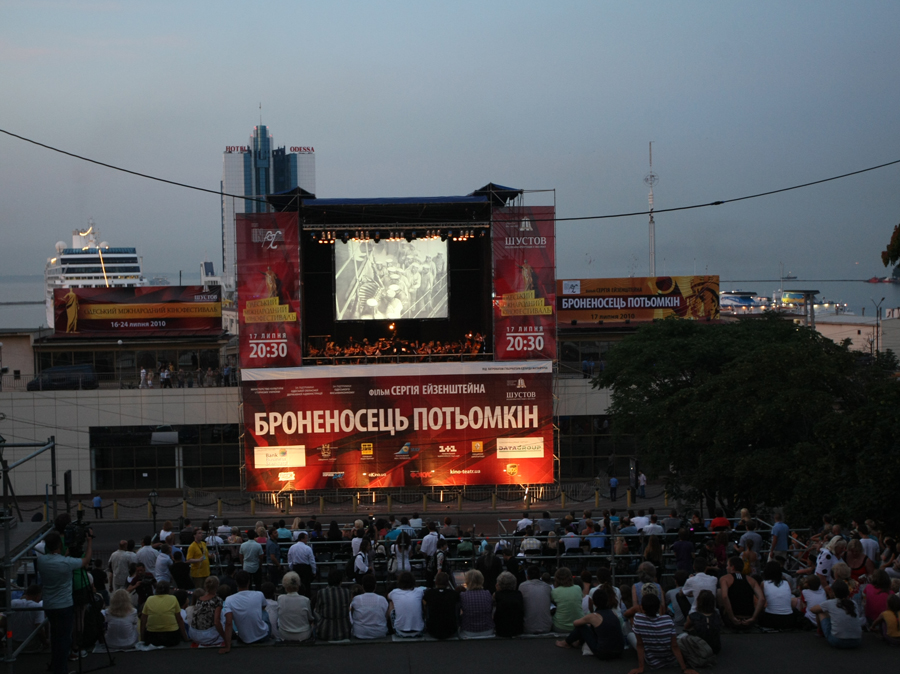
Киноконцерт «Броненосец Потёмкин» на Потёмкинской лестнице
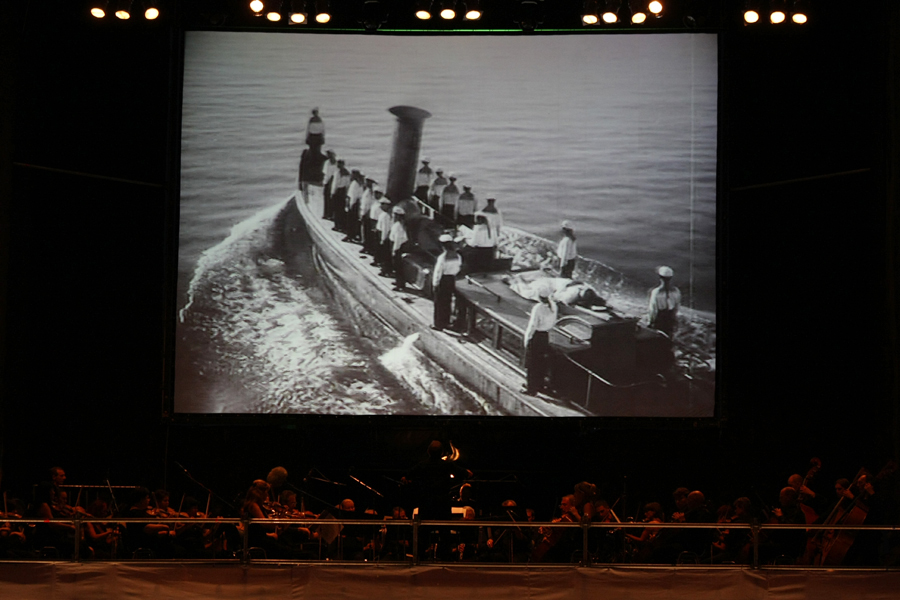
Киноконцерт «Броненосец Потёмкин» на Потемкинской лестнице
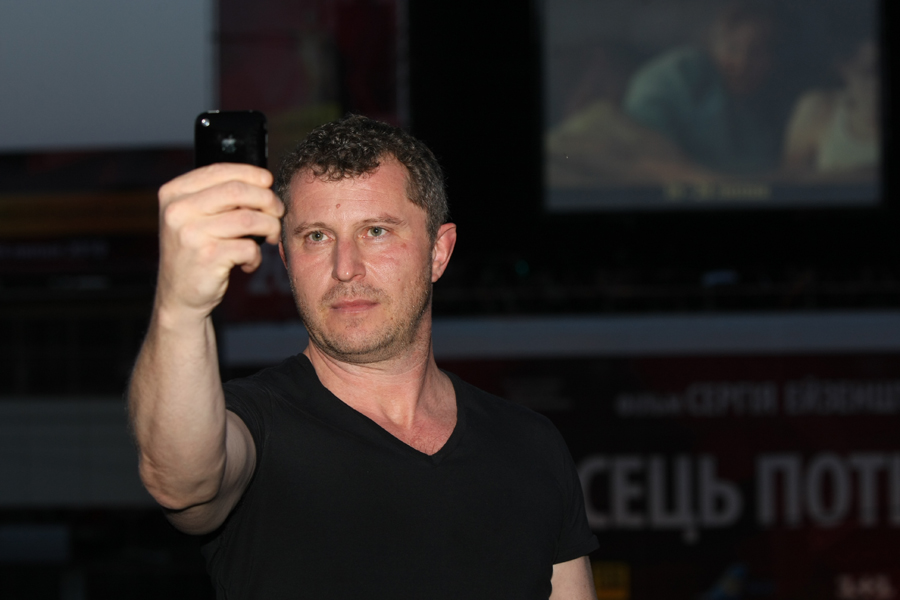
Вадим Перельман на Потёмкинской лестнице
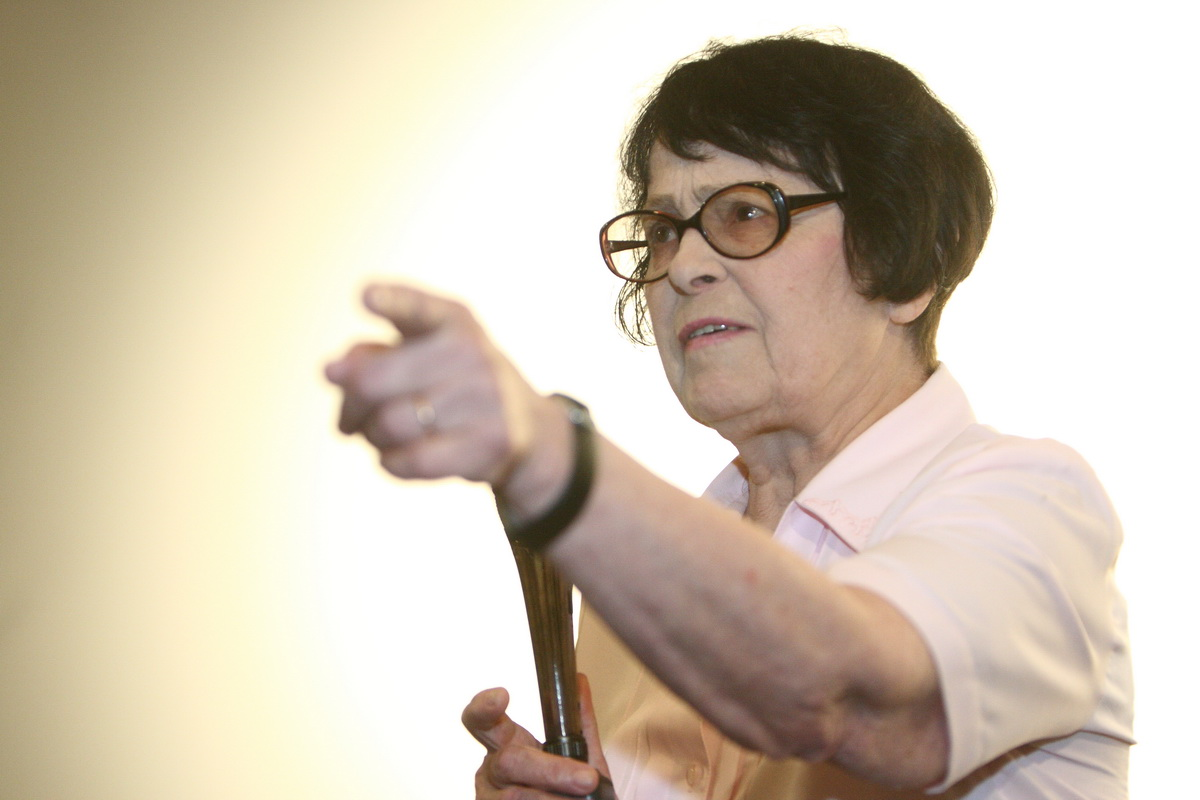
Кира Муратова
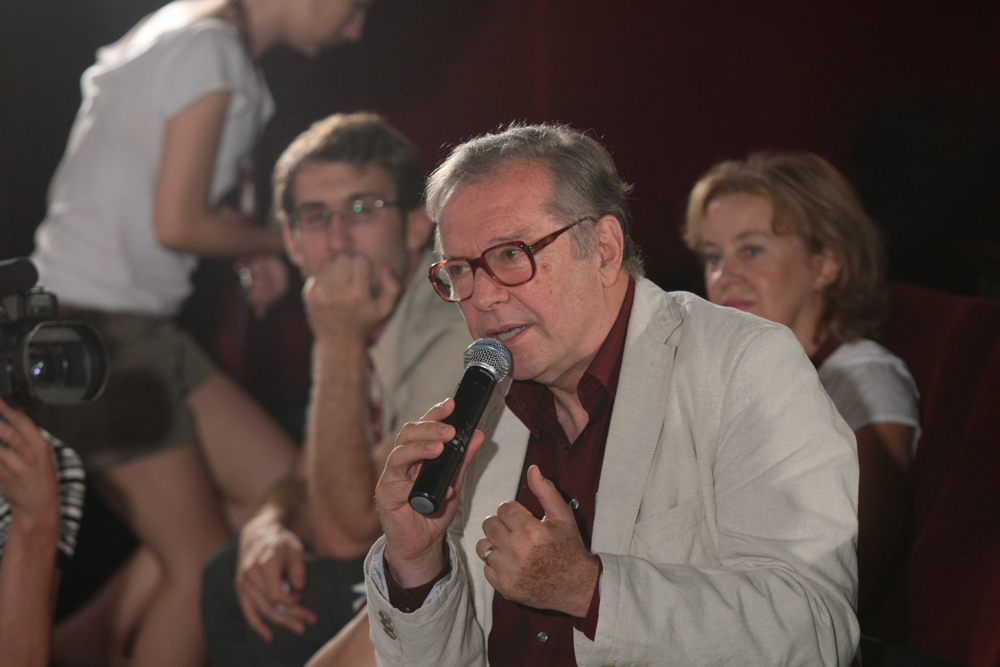
Кшиштоф Занусси
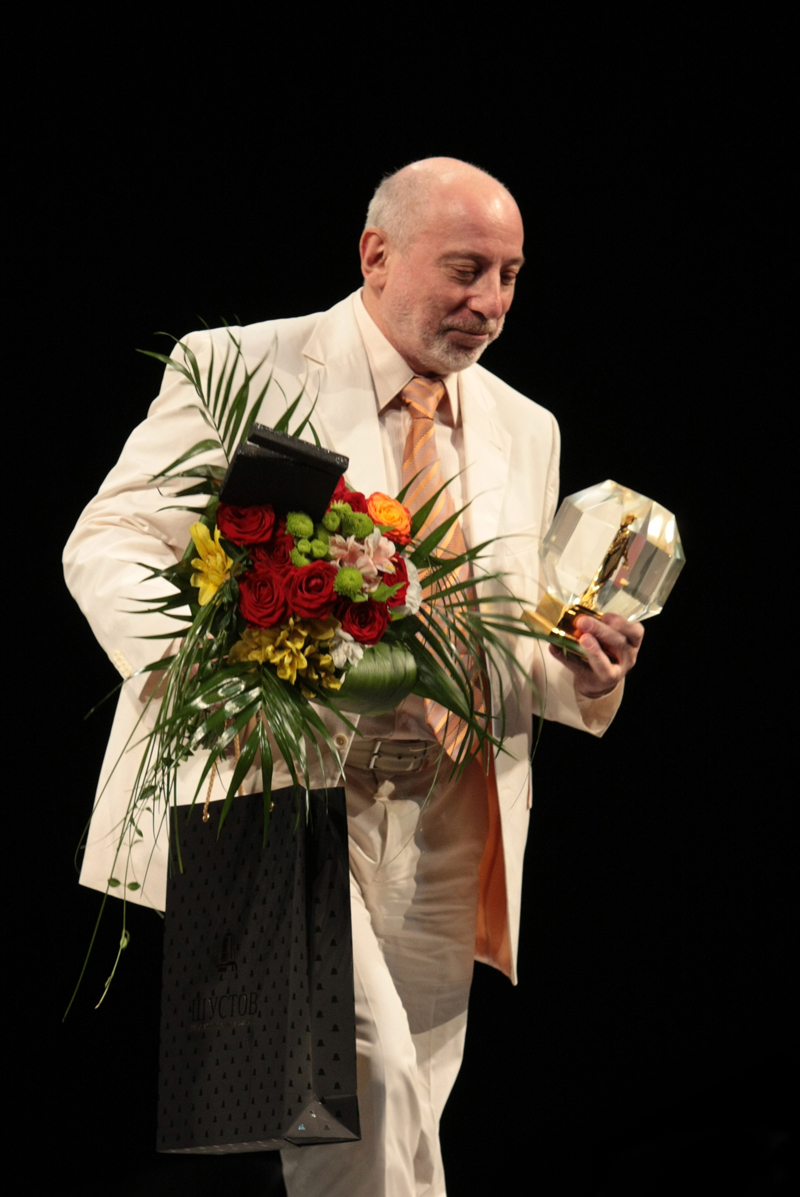
Юрий Мамин со своим отреставрированным призом фестиваля Золотой Дюк-1988
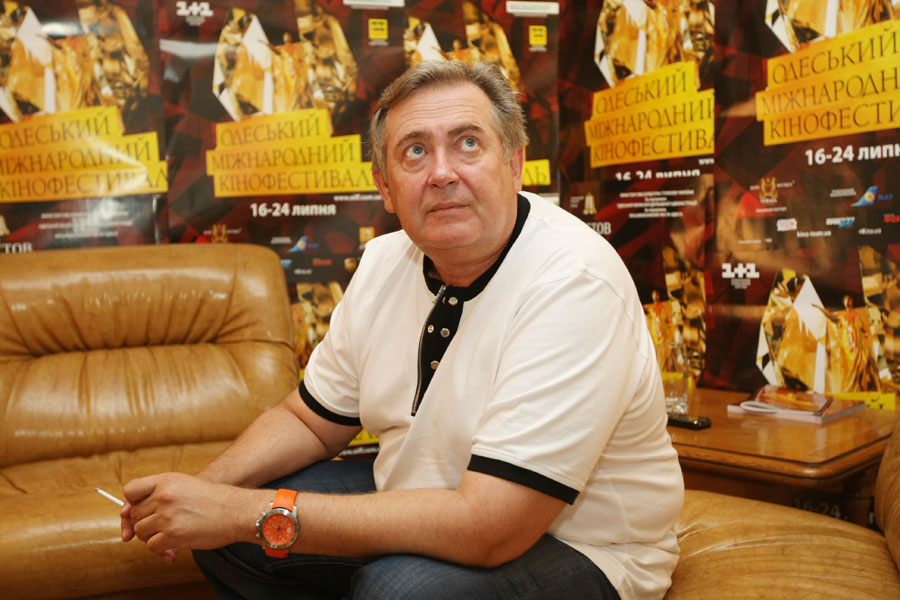
Юрий Стоянов
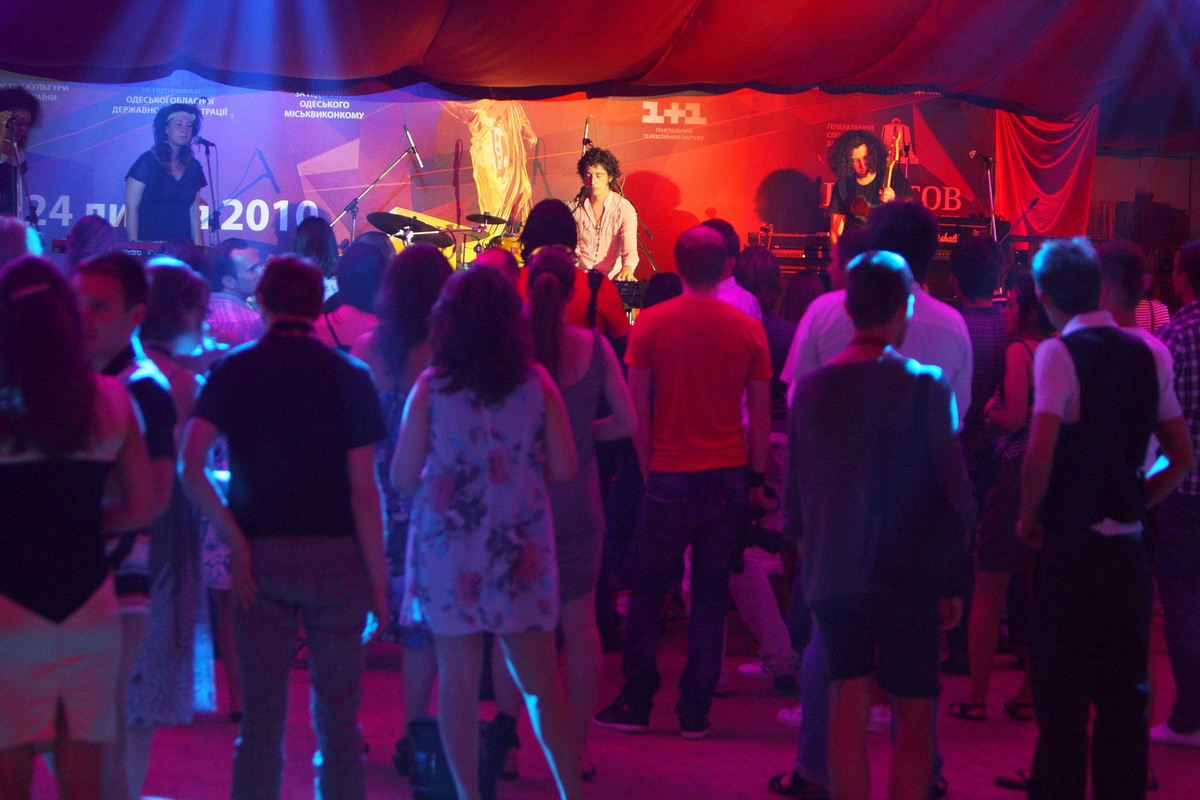
Фестивальные вечеринки: проект Дмитрия Шурова «Pianoboy»
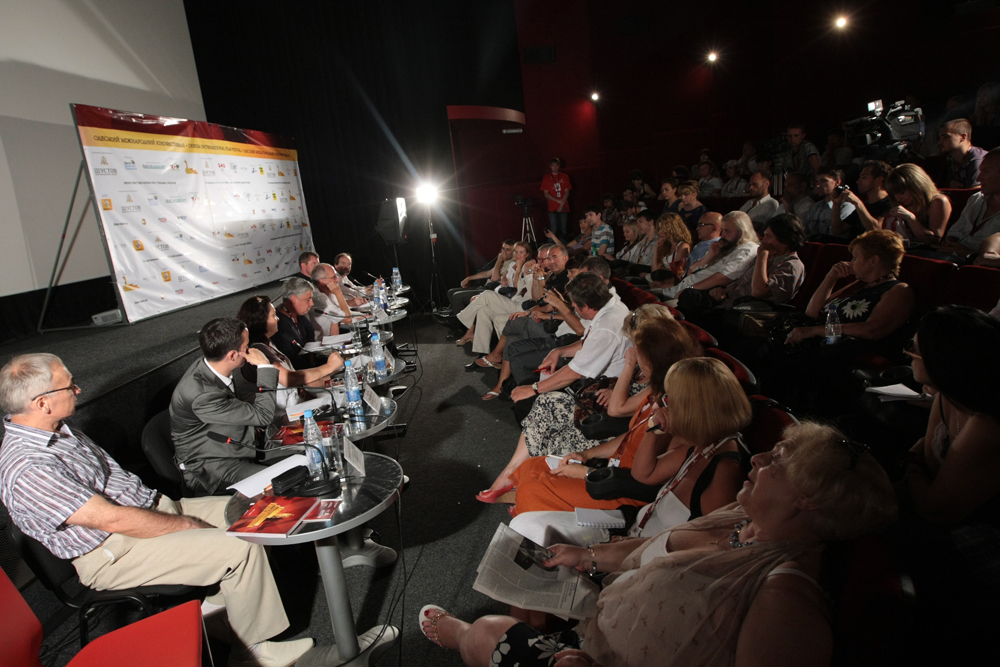
Дискуссии в фестивальном центре